# Stygnomma fuentesi
Espèce
Stygnomma fuentesi est une espèce d'opilions laniatores de la famille des Stygnommatidae.

## Distribution
Cette espèce est endémique de l'État de Miranda au Venezuela. Elle se rencontre vers Páez.

## Description
Le mâle holotype mesure 4,65 mm et la femelle paratype 4,70 mm.

## Systématique et taxinomie
Cette espèce a été décrite par González-Sponga en 2005.

## Étymologie
Cette espèce est nommée en l'honneur d'Oswaldo Fuentes.

## Publication originale
- (en) González-Sponga, « Venezuelan Arachnida. Six new species of the genus Stygnomma (Opiliones: Laniatores: Stygnommatidae) », Acta Biologica Venezuelica, vol. 22, nos 3-4,‎ 2005, p. 13-35